# Хэтэуэй, Генри
Генри Хэтэуэй (англ. Henry Hathaway; 1898—1985) — американский кинорежиссёр и продюсер.

## Биография
Урождённый Генри Леопольд де Файнс (англ. Henry Leopold de Fiennes). Отец — актёр и театральный менеджер Роди Хэтэуэй (1868—1944); мать — маркиза Лилли де Финнес (1876—1938), уроженка Венгрии, бельгийская аристократка, выступавшая на сцене под псевдонимом Джин Хэтэуэй.
В 1925 г. начал работать в немом кино ассистентом у известных режиссёров Виктора Флеминга, Джозефа фон Штернберга, Фреда Нибло. Как режиссёр дебютировал в 1932 г. вестерном «Наследие пустыни», в котором сыграл свою первую звёздную роль Рэндольф Скотт.
В 1940—1950-е гг. Хэтэуэй начал снимать фильмы в полудокументальном духе, часто в стиле нуар; наиболее известные работы этого периода — «Дом на 92-й улице» (1945), «Поцелуй смерти» (1947), «Звонить Нортсайд 777» (1948) и «Ниагара» (1953) с восходящей звездой Мэрилин Монро.
В 1960-е Хэтэуэй вернулся к любимому жанру, сняв несколько вестернов с Джоном Уэйном, включая «Настоящее мужество». Также он был одним из режиссёров эпического вестерна «Как был завоёван Запад».

## Избранная фильмография
- 1932 — Наследие пустыни / Heritage of the Desert
- 1934 — Маленькая мисс Маркер / Little Miss Marker
- 1934 — Отныне и навек / Now and Forever
- 1935 — Жизнь Бенгальского улана / The Lives of a Bengal Lancer
- 1935 — Питер Иббетсон / Peter Ibbetson
- 1936 — Тропинка одинокой сосны / The Trail of the Lonesome Pine
- 1937 — Загубленные в море / Souls at Sea
- 1938 — Порождение севера / Spawn of the North
- 1939 — Настоящая слава / The Real Glory
- 1940 — Бригхэм Янг / Brigham Young
- 1940 — Джонни Аполлон / Johnny Apollo
- 1941 — Ковбой с холмов / The Shepherd of the Hills
- 1942 — Китаянка / China Girl
- 1944 — На честном слове и на одном крыле / Wing and a Prayer
- 1945 — Дом на 92-й улице / The House on 92nd Street
- 1946 — Тёмный угол / The Dark Corner
- 1947 — Дом 13 по улице Мадлен / 13 Rue Madeleine
- 1947 — Поцелуй смерти / Kiss of Death
- 1948 — Звонить Нортсайд 777 / Call Northside 777
- 1950 — Чёрная роза / The Black Rose
- 1951 — Лис пустыни: История Роммеля / The Desert Fox: The Story of Rommel
- 1951 — Ограбление почтовой станции / Rawhide
- 1951 — Теперь ты на флоте / You're in the Navy Now
- 1951 — Четырнадцать часов / 14 Hours
- 1952 — Дипкурьер / Diplomatic Courier
- 1952 — Вождь краснокожих и другие… / O. Henry's Full House
- 1953 — Белая шаманка / White Witch Doctor
- 1953 — Ниагара / Niagara
- 1954 — Сад зла / Garden of Evil
- 1957 — Легенда о потерянном / Legend of the Lost
- 1958 — Из ада в Техас / From Hell to Texas
- 1960 — К северу от Аляски / North to Alaska
- 1960 — Семь воров / Seven Thieves
- 1962 — Как был завоёван Запад / How the West Was Won
- 1964 — Мир цирка / Circus World
- 1965 — Невада Смит / Nevada Smith
- 1965 — Сыновья Кэти Элдер / The Sons of Katie Elder
- 1968 — Пятикарточный покер / 5 Card Stud
- 1969 — Настоящее мужество / True Grit
- 1971 — Отстрел / Shoot Out
- 1971 — Поход Роммеля / Raid on Rommel